# Lista orașelor din Malawi
Lista cuprinde orașele din Malawi grupate după diviziunile administrative de gradul 1.

## Regiunea Northern
- Chitipa
- Chilumba
- Ekwendeni
- Karonga
- Likoma
- Livingstonia
- Mzimba
- Mzuzu
- Nkhata Bay
- Rumphi

## Regiunea Central
- Bwanje
- Chipoka
- Dedza
- Dowa
- Kasungu
- Lilongwe
- Linthipe
- Lobi
- Madisi
- Malaomo
- Mayani
- Mchinji
- Mponela
- Mua
- Namitete
- Mitundu
- Nathenje
- Nkhotakota
- Nkhoma
- Nponela
- Ntcheu
- Ntchisi
- Salima
- Thete
- Tsangano

## Regiunea Southern
- Balaka
- Bangula
- Blantyre
- Chikwawa
- Chiradzulu
- Chileka
- Chiponde
- Domasi
- Lilangwe
- Limbe
- Liwonde
- Luchenza
- Lunzu
- Machinga
- Malosa
- Mangochi
- Monkey Bay
- Mulanje
- Mwanza
- Namadzi
- Namwera
- Ngabu
- Nchalo
- Njata
- Nsanje
- Phalombe
- Thyolo
- Zalewa
- Zomba